# フリストス・マンダス
フリストス・マンダス（ギリシア語: Χρήστος Μανδάς, ラテン文字表記: Christos Mandas, 2001年9月17日 - ）は、ギリシャ・ピレウス出身のサッカー選手。ギリシャ代表。SSラツィオ所属。ポジションはゴールキーパー。

## 経歴

### クラブ
2001年9月17日、ギリシャのピレウスに生まれ、アトロミトスFCの下部組織で成長した。2017年11月28日、国内カップ戦であるキペロ・エラーダスのAEスパルタとの試合に出場し、16歳でトップチームにデビューした。
2022年1月31日、OFIクレタに2026年までの契約で加入した。
2023年9月1日、イタリア・セリエAのSSラツィオに加入した。2024年1月10日に行われたコッパ・イタリア準々決勝のASローマとのローマ・ダービーで、発熱により欠場した正GKイヴァン・プロヴェデルに代わって先発出場し新天地にデビュー。3月11日のウディネーゼ・カルチョとの試合で、終盤に負傷したプロヴェデルに代わってピッチに入りセリエAにもデビューをした。

### 代表
各ユース世代のギリシャ代表に選出されてきた。
2024年5月、翌月に行われる2試合に向けたメンバーとして、ギリシャA代表に初選出された。6月11日に行われたマルタ代表との親善試合で、終盤にコンスタンティノス・ツォラキスに代わって出場し、デビューを果たした。